# عمر الجيزاوي
عمر الجيزاوي (1917-22 أبريل 1983)، مطرب وممثل مصري. شارك في العمل في العديد من الأفلام على مدار فترة الخمسينيات، منها: (حلال عليك، المقدر والمكتوب، لسانك حصانك، بنت الجيران)، إشتهر كذلك بالعديد من المنولوجات، منها: اتفضل قهوة، العرقسوس، حاسب الفرامل.
كرمه الزعيم جمال عبد الناصر لاشتراكه في المجهود الحربي عام 1956، ونال شهادة (الجدارة) من الرئيس الراحل أنور السادات. أحيا الجيزاوي حفل زواج أنور السادات على السيدة جيهان، واتهمه البوليس السياسي آنذاك بالشيوعية لأنه لم يغن للملك فاروق.

## فيلموجرافيا
- أنا الدكتور (1969)
- المتهم (1957)
- الوحش (1954)
- بنت الجيران (1954)
- دلونى يا ناس (1954)
- فالح ومحتاس (1954)
- الأرض الطيبة (1954)
- أنا الحب (1954)
- اللقاء الأخير (1953)
- لسانك حصانك (1953)
- أرض الأبطال (1953)
- بيني وبينك 1953
- ابن ذوات (1953)
- المقدر والمكتوب (1953)
- مجلس الإدارة (1953)
- حلال عليك (1952)
- الزهور الفاتنة (1952)
- المساكين (1952)
- أموال اليتامى (1952)
- خد الجميل (1951)
- خضرة والسندباد القبلي (1951)

## وصلات خارجية
- عمر الجيزاوي